# Пакстон, Том
Том Пакстон (Tom Paxton, 31 октября 1937, Чикаго, Иллинойс) — американский автор-исполнитель, один из ведущих представителей фолк-сцены 1960-х годов, оказавший заметное влияние на её развитие. Пакстон, которого (согласно Allmusic) можно считать основным «долгожителем» движения фолк-возрождения, зародившегося в Гринвич Виллидж, был во многом ближе к поколению фолк-исполнителей конца 1950-х годов, таких, как Дэйв ван Ронк, чем к фолкстерам нового десятилетия (Бобу Дилану или Филу Оксу). Но, как Дилан с Оксом (и в отличие от предшественников), Пакстон был активно вовлечён в левое движение и стал автором многих знаменитых песен протеста. С другой стороны, подобно Питу Сигеру (и в отличие от Дилана) Паксон никогда не собирался переходить в мейнстрим и ни разу не взял в руки электрогитару.
Пакстон, многие песни которого («The Last Thing on My Mind», «What Did You Learn in School Today?», «Bottle of Wine», «Whose Garden Was This?», «The Marvelous Toy», «Ramblin' Boy» и др.) становились известными в исполнении известнейших музыкантов жанра (Пит Сигер, The Weavers, Джуди Коллинз, Джоан Баэз, Гарри Белафонте, Peter, Paul and Mary, The Kingston Trio, и др.) в 2009 году получил Grammy за вклад в развитие музыки (Grammy Lifetime Achievement Award).

## Биография
Томас Ричард Пакстон родился 31 октября 1937 года в Чикаго, Иллинойс, в семье химика-самоучки Берта Пакстона и его жены Эстер. Детство Тома Пакстона прошло в Викенбурге, штат Аризона; именно здесь он впервые познакомился с фолк-культурой, открыв для себя музыку Бёрла Айвза. В 1948 году семья переехала в Бристоу, штат Оклахома, город, который он впоследствии считал для себя родным.
Пакстон начал играть на трубе, затем на укулеле, наконец летом 1954 года получил в подарок от тёти свою первую гитару. В 1955 году он поступил в университет штата Оклахома в Нормане (по специальности драматического искусства), закончил его в 1959 году, затем год спустя поступил на службу в армию резервистом и был расквартирован в Форт-Дикс, Нью-Джерси. Это позволило ему регулярно приезжать в Нью-Йорк; здесь начались его первые выступления на сцене самодеятельных фолк-вечеров в клубах Гринвич-Виллидж, таких как Gaslight и Bitter End. Первые его песни стали публиковаться в журналах Broadside и Sing Out!. Демобилизовавшись в сентябре 1960 года, Пакстон поселился в Нью-Йорке и попытался присоединитбся к Chad Mitchell Trio; сделать этого ему не удалось, но группе и её музыкальному директору Милту Окуню (Milt Okun) понравились песни музыканта, и последний представил его издательской компании Cherry Lane. 19 марта 1962 года трио Чеда Митчелла исполнило композицию Тома Пакстона «Come Along Home (Tom’s Song)» в клубе Bitter End, а затем запись была включена в концертный альбом The Chad Mitchell Trio at the Bitter End, вышедшим на Kapp Records летом того же года.
Осенью 1962 года Пакстон записал в «Гэслайте» материал дебютного альбома; I’m the Man Who Built the Bridges (куда вошли, в частности, оригинальные версии таких песен, как «Every Time», «The Marvelous Toy» и «Goin' to the Zoo») был выпущен лейблом Gaslight Records, тиражом 2 тысячи экземпляров. В мае 1963 года на концерте-реюнионе The Weavers в Карнеги-Холле Пит Сигер исполнил «Ramblin' Boy», композицию Пакстона. Эта версия вошла в альбом Reunion at Carnegie Hall 1963, выпущенный Vanguard Records. Месяц спустя Сигер вышел на ту же сцену уже с сольным концертом и спел три песни Пакстона: «Ramblin' Boy», «A Little Brand New Baby» и «What Did You Learn in School Today?» Этот концерт был также записан и осенью 1963 года появился на пластинке, выпущенной Columbia Records под заголовком We Shall Overcome. (В 1989 вышел двойной CD с расширенной версией того же концерта We Shall Overcome: The Complete Carnegie Hall Concert.) Той же осенью две композиции Пакстона вышли на альбоме Chad Mitchell Trio Blowin' in the Wind; одна из них, «The Marvelous Toy», была выпущена синглом и в январе следующего года поднялась до #43.
Существенно важную роль в становлении Пакстона-исполнителя сыграло его выступление на Ньюпортском фолк-фестивале 1963 года; лейбл Vanguard для своего сборника выбрал (написанную автором по армейским воспоминаниям) песню «The Willing Conscript», юмористический диалог сержанта и молодого бойца, который «никогда прежде не убивал» и просит его этому ремеслу обучить. Вскоре после релиза, 5 августа 1963 года, Пакстон женился на Маргарет Энн Каммингс (Margaret Ann Cummings, более известной как Мидж). Позже у них родились две дочери. Год спустя Пакстон выступил на Newport Folk Festival 1964 года. Его выступление здесь также было записано, но эти плёнки были изданы спусты лишь 36 лет, на сборнике Best of the Vanguard Years. В том же 1964 году певец перешёл на Elektra Records (на фолк-рынке конкурировавший с Vanguard), осенью выпустив альбом Ramblin' Boy.

## Дискография

### Альбомы
| - I’m the Man That Built the Bridges [live] (Gaslight, 1962) - Ramblin' Boy (Elektra, 1964) - Ain't That News! (Elektra, 1965) - Outward Bound (Elektra, 1966) - Morning Again (Elektra, 1968) - The Things I Notice Now (Elektra, 1969) - Tom Paxton 6 (Elektra, 1970) - The Compleat Tom Paxton [live] (Elektra, 1971) - How Come the Sun (Reprise, 1971) - Peace Will Come (Reprise, 1972) - New Songs for Old Friends [live] (Reprise, 1973) - Children’s Song Book (Bradleys, 1974) - Something in My Life (Private Stock, 1975) - Saturday Night (MAM, 1976) - New Songs from the Briarpatch [live] (Vanguard, 1977) - Heroes (Vanguard, 1978) - Up and Up (Mountain Railroad, 1979) - The Paxton Report (Mountain Railroad, 1980) - Bulletin (Hogeye, 1983) - Even a Gray Day (Flying Fish, 1983) - The Marvelous Toy and Other Gallimaufry (Flying Fish, 1984) - One Million Lawyers and Other Disasters (Flying Fish, 1985) - A Paxton Primer (Pax, 1986) - Folksong Festival 1986 (Pax, 1986) - And Loving You (Flying Fish, 1986) - Balloon-alloon-alloon (Sony Kids' Music, 1987) - Politics Live (Flying Fish, 1988) - The Very Best of Tom Paxton (Flying Fish, 1988) - In The Orchard [live] (Sundown Records, 1988) - Storyteller (Start Records Ltd, 1989) - It Ain’t Easy (Flying Fish, 1991) - A Child’s Christmas (Sony Kids' Music, 1992) | - Peanut Butter Pie (Sony Kids' Music, 1992) - Suzy Is a Rocker (Sony Kids' Music, 1992) - Wearing the Time (Sugar Hill, 1994) - Live: For the Record (Sugar Hill, 1996) - A Child’s Christmas/Marvelous Toy and Other Gallimaufry (Delta, 1996) - A Car Full of Songs (Sony Kids' Music, 1997) - Goin' to the Zoo (Rounder, 1997) - I’ve Got a Yo-Yo (Rounder, 1997) - The Best of Tom Paxton (Hallmark, 1997) - Live In Concert (Strange Fruit, 1998) - Fun Animal Songs (Delta, 1999) - Fun Food Songs (Delta, 1999) - A Car Full of Fun Songs (Delta, 1999) - I Can’t Help But Wonder Where I’m Bound: The Best of Tom Paxton (Rhino, 1999) - Best of the Vanguard Years (Vanguard, 2000) - Stars in Their Eyes (Cub Creek Records, 2000), дуэт с Марком Эллиотом - Live From Mountain Stage (Blue Plate, 2001) - Under American Skies (Appleseed and Koch International, 2001) - Ramblin' Boy/Ain’t That News! (Warner Strategic Marketing, 2002) - Your Shoes, My Shoes (Red House, 2002) - Looking For The Moon (Appleseed, 2002) - American Troubadour (Music Club, 2003) - Best of Friends [live] (Appleseed Recordings, 2004) - The Compleat Tom Paxton (Even Compleater) [live] (Rhino Handmade, 2004) - Outward Bound/Morning Again (Wea/Rhino, 2004) - Live in the UK (Pax, 2005) - Live at McCabe’s Guitar Shop (Shout Factory, 2006) - Comedians and Angels (Appleseed, 2008) |  |